# 16e brigade Spetsnaz de la Garde
Pour les articles homonymes, voir 16e brigade.
La 16e brigade spetsnaz de la Garde (russe : 16-я отдельная гвардейская бригада специального назначения) est une brigade des forces spéciales de la Direction principale du renseignement (GRU) et donc des forces armées de la fédération de Russie, basée à Tambov, dans l'oblast de Tambov.